# Saint-Sever-du-Moustier
Pour les articles homonymes, voir Moustier.
Saint-Sever-du-Moustier est une commune française, située dans le département de l'Aveyron en région Occitanie.

## Géographie

### Localisation
Cette commune du Sud-Aveyron est limitrophe du département du Tarn.
Elle est située à 35 kilomètres de Saint-Affrique, à 1h de route de Millau, d'Albi et de Castres, à 1h30 de Rodez et à 2h de Toulouse et de Montpellier.

### Communes limitrophes
Les communes limitrophes sont  Belmont-sur-Rance, Combret, Lacapelle-Escroux, Lacaune, Laval-Roquecezière et Murasson.
|                    | Combret                 | Belmont-sur-Rance |
| Laval-Roquecezière | Saint-Sever-du-Moustier | Murasson          |
| Escroux (Tarn)     | Lacaune (Tarn)          |                   |

### Géologie et relief
Le territoire de la commune constitue une fraction méridionale du Massif central, dans les contreforts des monts de Lacaune.

### Hydrographie

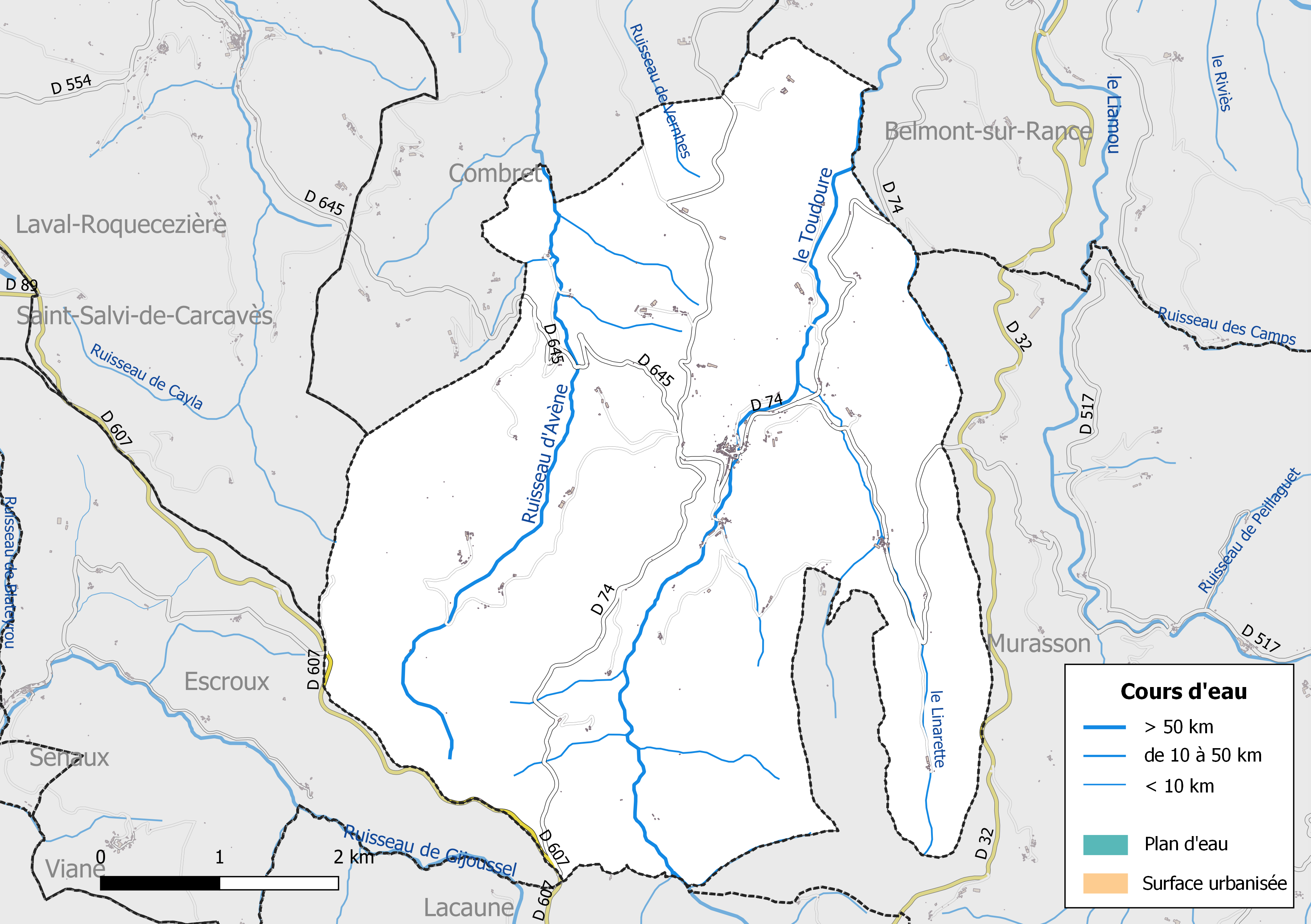
Réseaux hydrographique et routier de Saint-Sever-du-Moustier.

La commune est drainée par le Toudoure, le Ruisseau d'Avène, le Linarette, le ruisseau de combaudouze, le ruisseau de Vernhes, le ruisseau du Cros et par divers petits cours d'eau.
Le Toudoure, d'une longueur totale de 13,6 km, prend sa source dans la commune de Lacaune (81) et se jette  dans le Rance à Combret, après avoir arrosé 5 communes.
Le Ruisseau d'Avène, d'une longueur totale de 10,9 km, prend sa source dans la commune de Saint-Sever-du-Moustier et se jette  dans le Rance à Combret, après avoir arrosé 2 communes.

### Climat
Pour des articles plus généraux, voir Climat de l'Occitanie et Climat de l'Aveyron.
En 2010, le climat de la commune est de type climat des marges montargnardes, selon une étude s'appuyant sur une série de données couvrant la période 1971-2000. En 2020, Météo-France publie une typologie des climats de la France métropolitaine dans laquelle la commune est dans une zone de transition entre le climat de montagne et le climat méditerranéen et est dans la région climatique Sud-est du Massif Central, caractérisée par une pluviométrie annuelle de 1 000 à 1 500 mm, minimale en été, maximale en automne.
Pour la période 1971-2000, la température annuelle moyenne est de 10,6 °C, avec une amplitude thermique annuelle de 15,9 °C. Le cumul annuel moyen de précipitations est de 1 272 mm, avec 11,6 jours de précipitations en janvier et 5,4 jours en juillet. Pour la période 1991-2020, la température moyenne annuelle observée sur la station météorologique la plus proche, située sur la commune de Lacaune à 7 km à vol d'oiseau, est de 10,2 °C et le cumul annuel moyen de précipitations est de 1 468,2 mm,. Pour l'avenir, les paramètres climatiques de la commune estimés pour 2050 selon différents scénarios d'émission de gaz à effet de serre sont consultables sur un site dédié publié par Météo-France en novembre 2022.

### Milieux naturels et biodiversité

#### Espaces protégés
La protection réglementaire est le mode d’intervention le plus fort pour préserver des espaces naturels remarquables et leur biodiversité associée.
Dans ce cadre, la commune fait partie d'un espace protégé, le Parc naturel régional des Grands Causses, créé en 1995 et d'une superficie de 327 937 ha, s'étend sur 97 communes. Ce territoire rural habité, reconnu au niveau national pour sa forte valeur patrimoniale et paysagère, s’organise autour d’un projet concerté de développement durable, fondé sur la protection et la valorisation de son patrimoine,,.

#### Zones naturelles d'intérêt écologique, faunistique et floristique
L’inventaire des zones naturelles d'intérêt écologique, faunistique et floristique (ZNIEFF) a pour objectif de réaliser une couverture des zones les plus intéressantes sur le plan écologique, essentiellement dans la perspective d’améliorer la connaissance du patrimoine naturel national et de fournir aux différents décideurs un outil d’aide à la prise en compte de l’environnement dans l’aménagement du territoire.
Le territoire communal de Saint-Sever-du-Moustier comprend deux ZNIEFF de type 1,, 
le « Bois des Cambous » (841 ha), couvrant 3 communes dont 2 dans l'Aveyron et 1 dans le Tarn ;
et les « Bois et landes de Combret et laval-Roquecezière » (1 674 ha), couvrant 3 communes du département
et une ZNIEFF de type 2,, 
le « Rougier de Camarès » (56 714 ha), qui s'étend sur 33 communes dont 32 dans l'Aveyron et 1 dans l'Hérault.

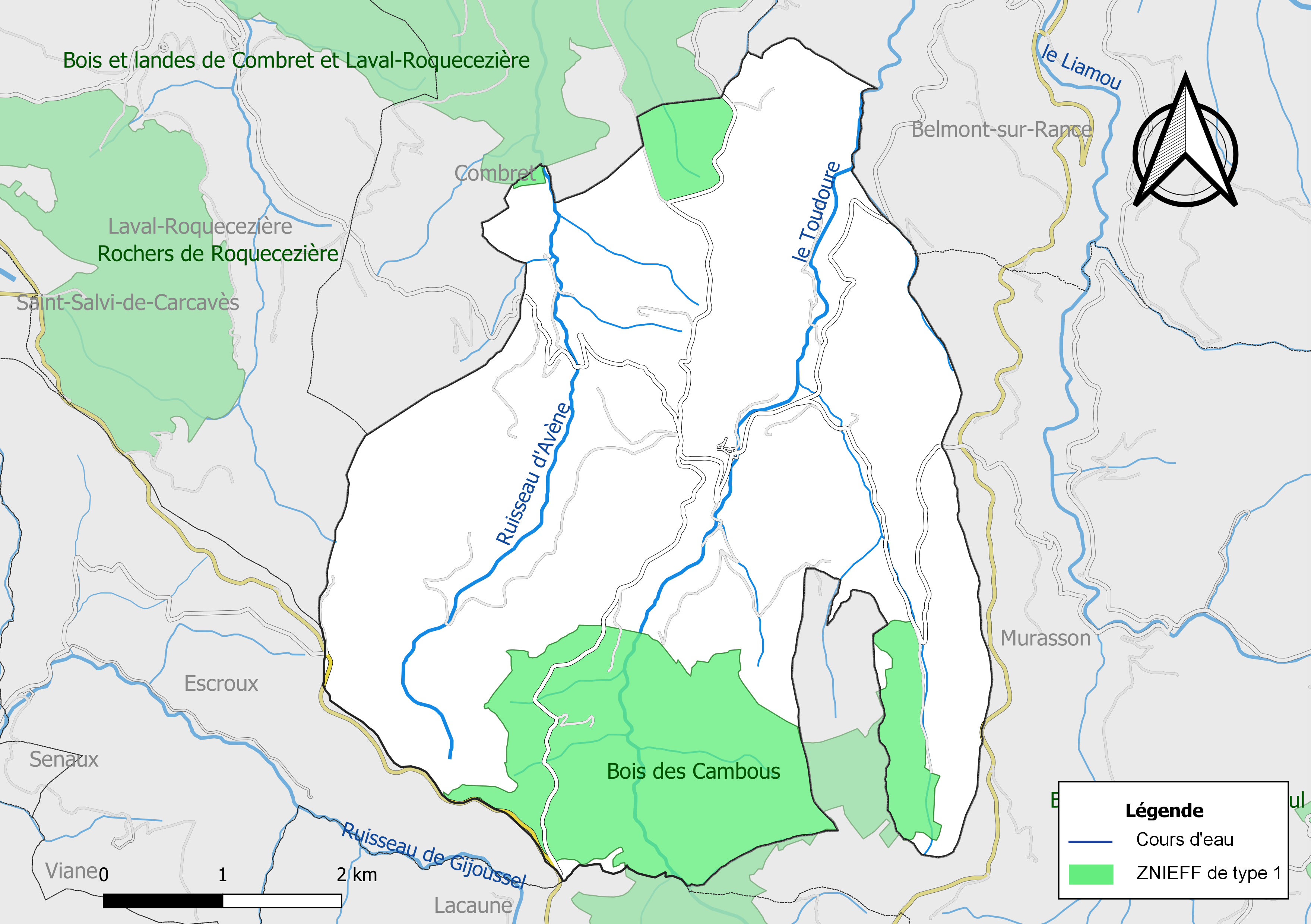
Carte des ZNIEFF de type 1 de la commune.
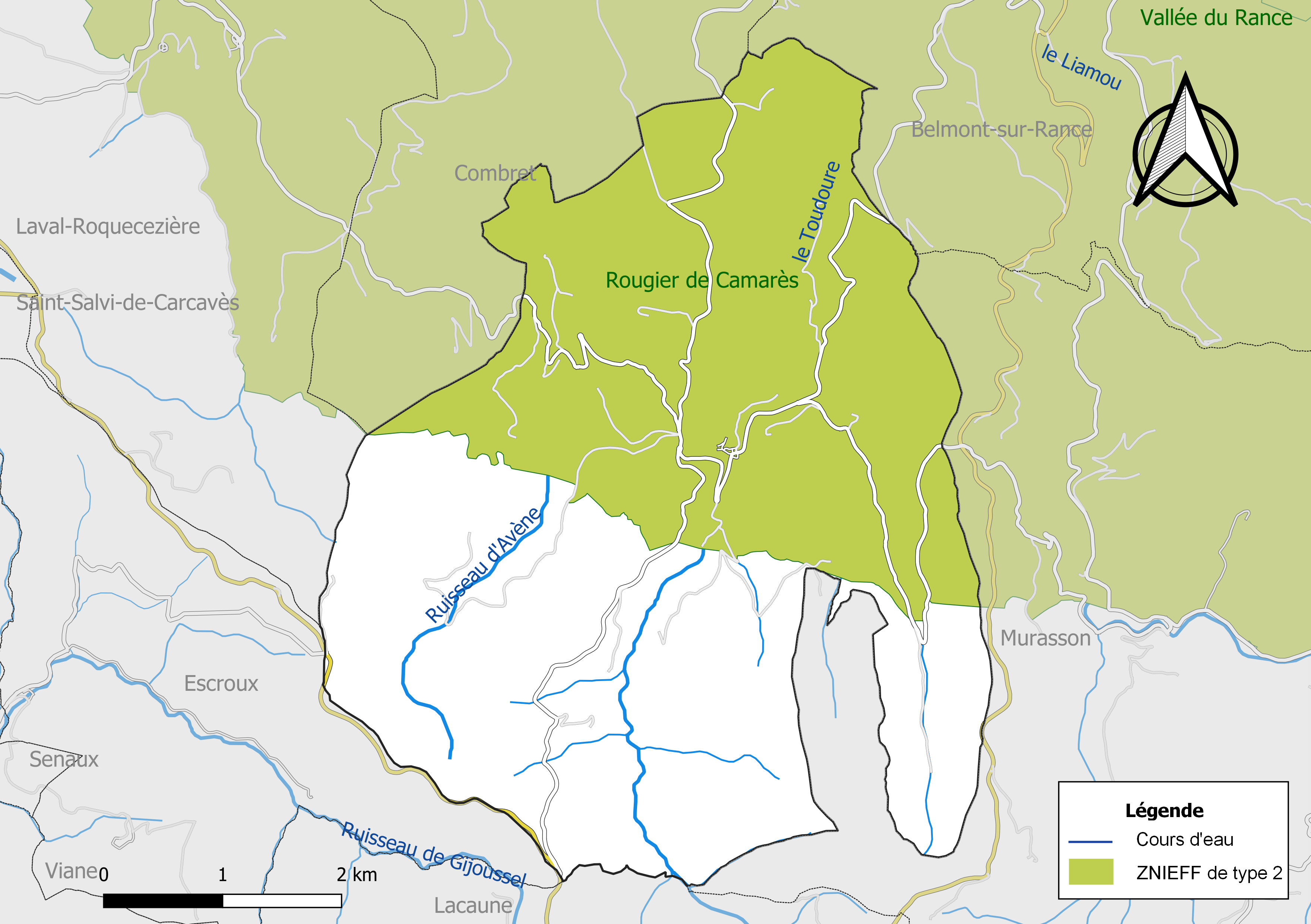
Carte de la ZNIEFF de type 2 de la commune.

## Urbanisme

### Typologie
Au 1er janvier 2024, Saint-Sever-du-Moustier est catégorisée commune rurale à habitat très dispersé, selon la nouvelle grille communale de densité à sept niveaux définie par l'Insee en 2022.
Elle est située hors unité urbaine et hors attraction des villes,.

### Occupation des sols

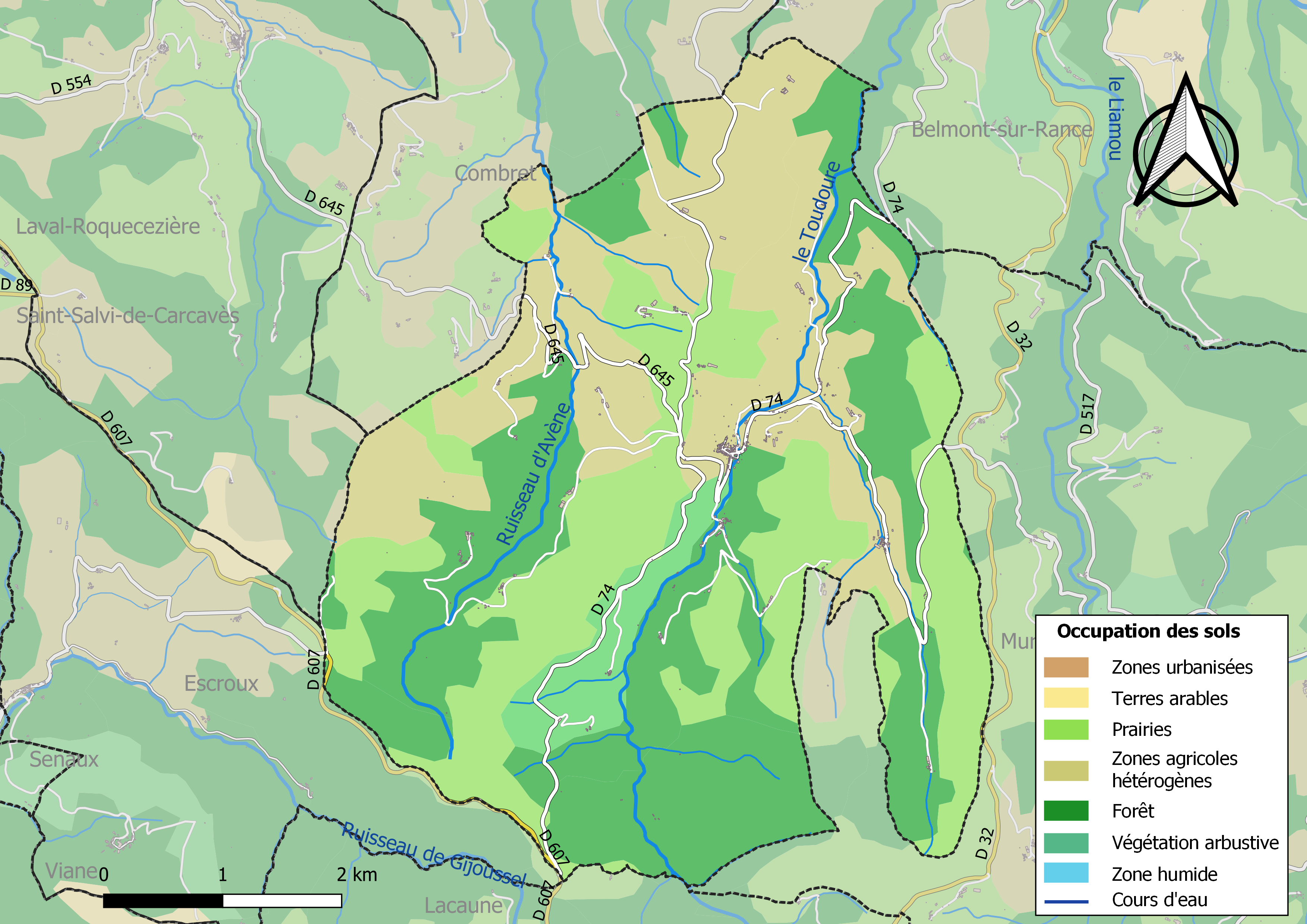
Infrastructures et occupation des sols de la commune de Saint-Sever-du-Moustier.

L'occupation des sols de la commune, telle qu'elle ressort de la base de données européenne d’occupation biophysique des sols Corine Land Cover (CLC), est marquée par l'importance des territoires agricoles (57,7 % en 2018), en augmentation par rapport à 1990 (41,3 %). La répartition détaillée en 2018 est la suivante : 
forêts (36,2 %), zones agricoles hétérogènes (29,4 %), prairies (28,2 %), milieux à végétation arbustive et/ou herbacée (6,2 %).

### Planification
La loi SRU du 13 décembre 2000 a incité fortement les communes à se regrouper au sein d’un établissement public, pour déterminer les partis d’aménagement de l’espace au sein d’un SCoT, un document essentiel d’orientation stratégique des politiques publiques à une grande échelle. La commune est dans le territoire du SCoT du Parc naturel régional des Grands Causses, approuvé le vendredi 7 juillet 2017 par le comité syndical et mis à l’enquête publique en décembre 2019. La structure porteuse est le Pôle d'équilibre territorial et rural du PNR des Grands Causses, qui associe huit communautés de communes, notamment la communauté de communes Monts, Rance et Rougier, dont la commune est membre.
La commune disposait en 2017 d'une carte communale approuvée et un plan local d'urbanisme était en élaboration.

### Risques majeurs
Le territoire de la commune de Saint-Sever-du-Moustier est vulnérable à différents aléas naturels : inondations, climatiques (hiver exceptionnel ou canicule), feux de forêts et séisme (sismicité très faible).
Il est également exposé à un risque particulier, le risque radon,.

#### Risques naturels

Zones inondables de la commune de Saint-Sever-du-Moustier.

Certaines parties du territoire communal sont susceptibles d’être affectées par le risque d’inondation par débordement du Toudoure. Les dernières grandes crues historiques, ayant touché plusieurs parties du département, remontent aux 3 et 4 décembre 2003 (dans les bassins du Lot, de l'Aveyron, du Viaur et du Tarn) et au 28 novembre 2014 (bassins de la Sorgues et du Dourdou). Ce risque est pris en compte dans l'aménagement du territoire de la commune par le biais du Plan de prévention du risque inondation (PPRI) du bassin du « Rance », approuvé le 9 octobre 2015.
Le Plan départemental de protection des forêts contre les incendies découpe le département de l’Aveyron en sept « bassins de risque » et définit une sensibilité des communes à l’aléa feux de forêt (de faible à très forte). La commune est classée en sensibilité moyenne.
Les mouvements de terrains susceptibles de se produire sur la commune sont liés au retrait-gonflement des argiles, conséquence d'un changement d'humidité des sols argileux. Les argiles sont capables de fixer l'eau disponible mais aussi de la perdre en se rétractant en cas de sécheresse. Ce phénomène peut provoquer des dégâts très importants sur les constructions (fissures, déformations des ouvertures) pouvant rendre inhabitables certains locaux. La carte de zonage de cet aléa peut être consultée sur le site de l'observatoire national des risques naturels Georisques

#### Risque particulier
Dans plusieurs parties du territoire national, le radon, accumulé dans certains logements ou autres locaux, peut constituer une source significative d’exposition de la population aux rayonnements ionisants. Toutes les communes du département sont concernées par le risque radon à un niveau plus ou moins élevé. Selon le dossier départemental des risques majeurs du département établi en 2013, la commune de Saint-Sever-du-Moustier est classée à risque moyen à élevé. Un décret du 4 juin 2018 a modifié la terminologie du zonage définie dans le code de la santé publique et a été complété par un arrêté du 27 juin 2018 portant délimitation des zones à potentiel radon du territoire français. La commune est désormais en zone 3, à savoir zone à potentiel radon significatif.

## Toponymie
Durant la Révolution, la commune, jusqu'alors nommée Saint-Sever, porte le nom de Toudourg.

## Histoire
La statue-menhir en schiste découverte en 1976 au lieu-dit Nicoulès atteste de l'occupation du territoire dès la fin du néolithique.
Saint-Sever a absorbé Le Soulier entre 1790 et 1794. En 1919, Saint-Sever prend le nom de Saint-Sever-du-Moustier.

## Politique et administration

### Découpage territorial
La commune de Saint-Sever-du-Moustier est membre de la communauté de communes Monts, Rance et Rougier, un établissement public de coopération intercommunale (EPCI) à fiscalité propre créé le 1er janvier 2017 dont le siège est à Belmont-sur-Rance. Ce dernier est par ailleurs membre d'autres groupements intercommunaux.
Sur le plan administratif, elle est rattachée à l'arrondissement de Millau, au département de l'Aveyron et à la région Occitanie. Sur le plan électoral, elle dépend du  canton des Causses-Rougiers pour l'élection des conseillers départementaux, depuis le redécoupage cantonal de 2014 entré en vigueur en 2015, et de la troisième circonscription de l'Aveyron  pour les élections législatives, depuis le dernier découpage électoral de 2010.

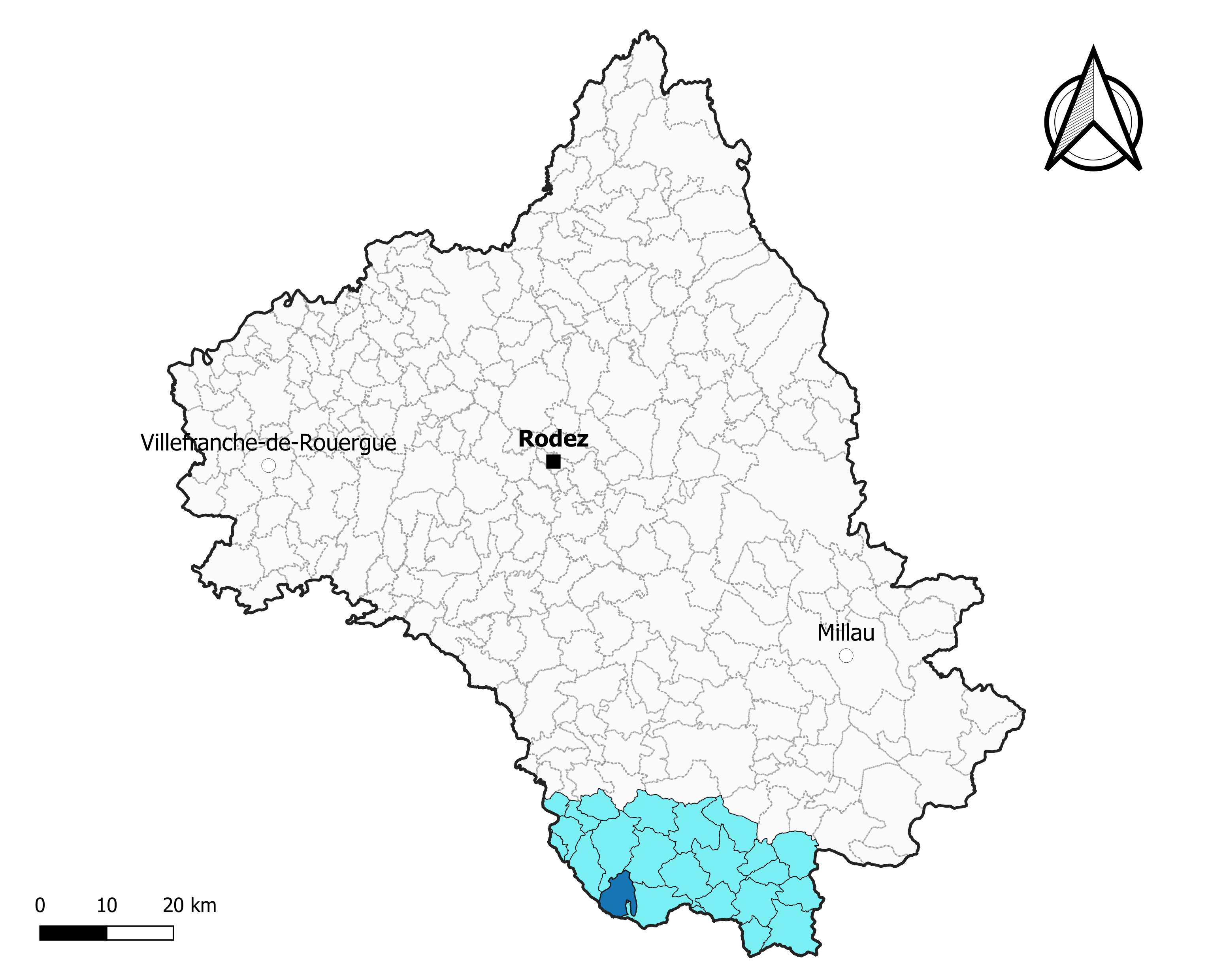
Saint-Sever-du-Moustier dans l'intercommunalité en 2020.
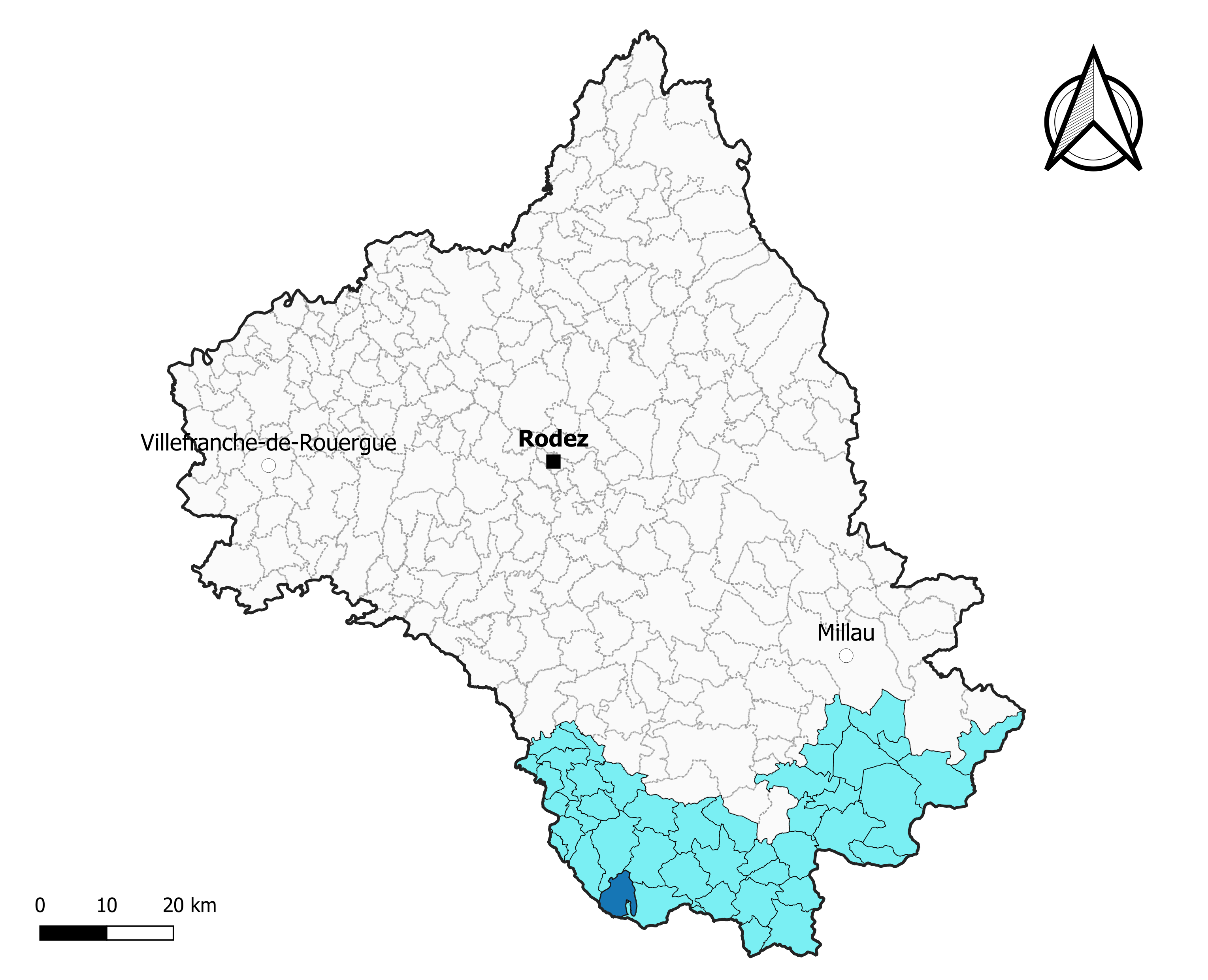
Saint-Sever-du-Moustier dans le canton des Causses-Rougiers en 2020.
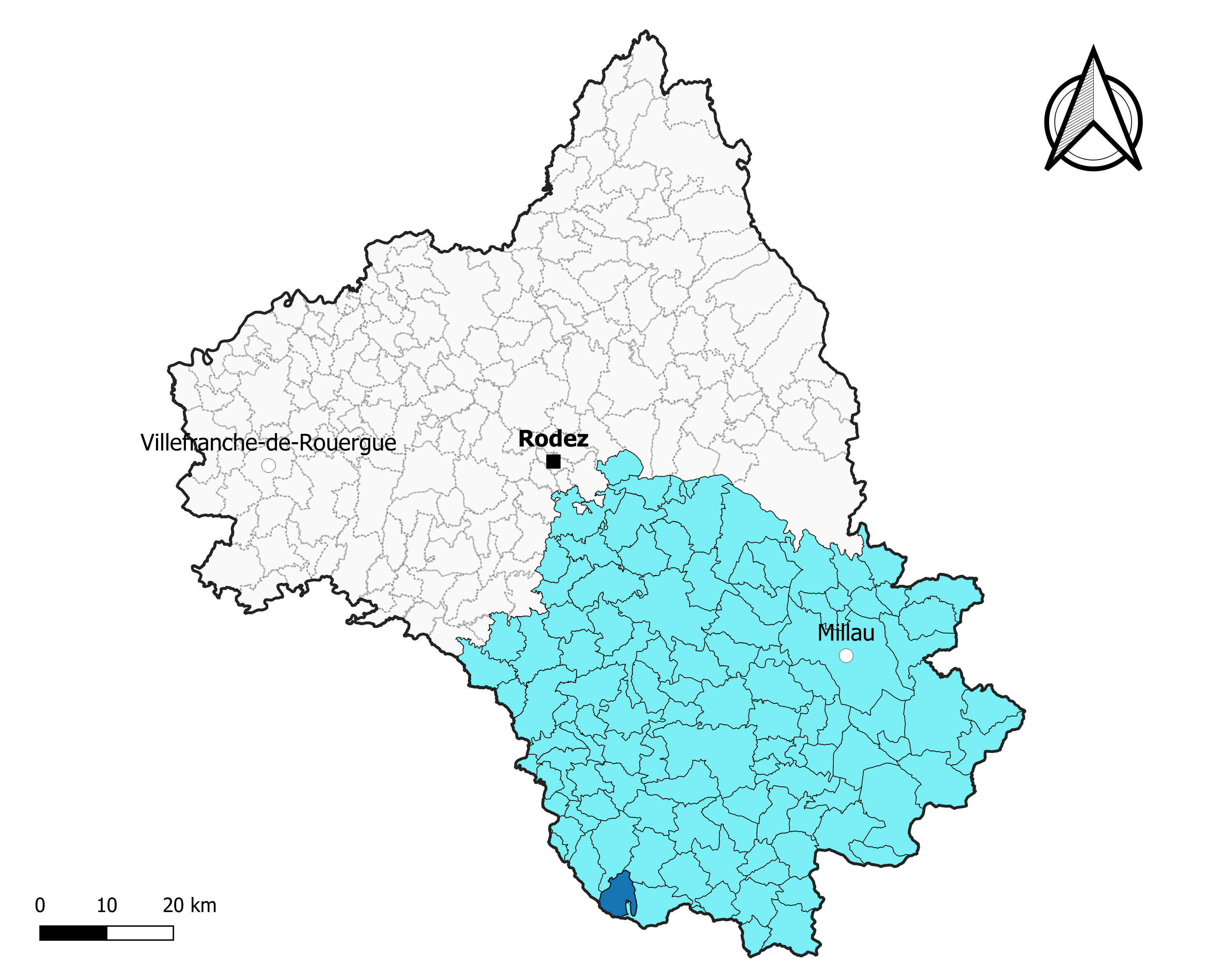
Saint-Sever-du-Moustier dans l'arrondissement de Millau en 2020.

### Élections municipales et communautaires

#### Élections de 2020
Le conseil municipal de Saint-Sever-du-Moustier, commune de moins de 1 000 habitants, est élu au scrutin majoritaire plurinominal à deux tours avec candidatures isolées ou groupées et possibilité de panachage. Compte tenu de la population communale, le nombre de sièges à pourvoir lors des élections municipales de 2020 est de 11. La totalité des onze candidats en lice est élue dès le premier tour, le 15 mars 2020, avec un taux de participation de 77,11 %.
Eric Houles est élu nouveau maire de la commune le 27 mai 2020.
Dans les communes de moins de 1 000 habitants, les conseillers communautaires sont désignés parmi les conseillers municipaux élus en suivant l’ordre du tableau (maire, adjoints puis conseillers municipaux) et dans la limite du nombre de sièges attribués à la commune au sein du conseil communautaire. Un siège est attribué à la commune au sein de la communauté de communes Monts, Rance et Rougier.

#### Liste des maires
| Période                                  | Période  | Identité          | Étiquette | Qualité                                                  |
| ---------------------------------------- | -------- | ----------------- | --------- | -------------------------------------------------------- |
| avant 1988                               | 1989     | René Sompayrac    |           |                                                          |
| 1989                                     | 1995     | Pierre Sabatier   |           |                                                          |
| 1995                                     | mai 2020 | Louis-Jean Milhau |           | Retraité des artisans, commerçants et chefs d'entreprise |
| mai 2020                                 | En cours | Éric Houles,      |           | Agriculteur sur moyenne exploitation                     |
| Les données manquantes sont à compléter. |          |                   |           |                                                          |

## Démographie
L'évolution du nombre d'habitants est connue à travers les recensements de la population effectués dans la commune depuis 1793. Pour les communes de moins de 10 000 habitants, une enquête de recensement portant sur toute la population est réalisée tous les cinq ans, les populations de référence des années intermédiaires étant quant à elles estimées par interpolation ou extrapolation. Pour la commune, le premier recensement exhaustif entrant dans le cadre du nouveau dispositif a été réalisé en 2006.

En 2022, la commune comptait 180 habitants, en évolution de −11,33 % par rapport à 2016 (Aveyron : +0,37 %, France hors Mayotte : +2,11 %).
| 1793 | 1800 | 1836  | 1841  | 1846  | 1851  | 1856  | 1861  | 1866  |
| ---- | ---- | ----- | ----- | ----- | ----- | ----- | ----- | ----- |
| 540  | 745  | 1 044 | 1 039 | 1 134 | 1 075 | 1 153 | 1 049 | 1 005 |

| 1872 | 1876 | 1881  | 1886  | 1891  | 1896  | 1901 | 1906 | 1911 |
| ---- | ---- | ----- | ----- | ----- | ----- | ---- | ---- | ---- |
| 967  | 945  | 1 004 | 1 062 | 1 083 | 1 025 | 950  | 830  | 810  |

| 1921 | 1926 | 1931 | 1936 | 1946 | 1954 | 1962 | 1968 | 1975 |
| ---- | ---- | ---- | ---- | ---- | ---- | ---- | ---- | ---- |
| 683  | 633  | 565  | 573  | 549  | 547  | 508  | 419  | 360  |

| 1982 | 1990 | 1999 | 2006 | 2011 | 2016 | 2021 | 2022 | - |
| ---- | ---- | ---- | ---- | ---- | ---- | ---- | ---- | - |
| 282  | 228  | 218  | 226  | 230  | 203  | 185  | 180  | - |

## Économie

### Revenus
En 2018  (données Insee publiées en septembre 2021), la commune compte 88 ménages fiscaux, regroupant 191 personnes. La médiane du revenu disponible par unité de consommation est de 17 290 € (20 640 € dans le département).

### Emploi
| Division       | 2008  | 2013  | 2018  |
| -------------- | ----- | ----- | ----- |
| Commune        | 4,2 % | 4,4 % | 5,2 % |
| Département    | 5,4 % | 7,1 % | 7,1 % |
| France entière | 8,3 % | 10 %  | 10 %  |

En 2018, la population âgée de 15 à 64 ans s'élève à 93 personnes, parmi lesquelles on compte 80,2 % d'actifs (75 % ayant un emploi et 5,2 % de chômeurs) et 19,8 % d'inactifs,. Depuis 2008, le taux de chômage communal (au sens du recensement) des 15-64 ans est inférieur à celui de la France et du département.
La commune est hors attraction des villes,. Elle compte 49 emplois en 2018, contre 48 en 2013 et 62 en 2008. Le nombre d'actifs ayant un emploi résidant dans la commune est de 70, soit un indicateur de concentration d'emploi de 69,8 % et un taux d'activité parmi les 15 ans ou plus de 46,7 %.
Sur ces 70 actifs de 15 ans ou plus ayant un emploi, 42 travaillent dans la commune, soit 61 % des habitants. Pour se rendre au travail, 62,5 % des habitants utilisent un véhicule personnel ou de fonction à quatre roues, 1,4 % les transports en commun, 22,2 % s'y rendent en deux-roues, à vélo ou à pied et 13,9 % n'ont pas besoin de transport (travail au domicile).

### Activités hors agriculture

#### Secteurs d'activités
22 établissements sont implantés  à Saint-Sever-du-Moustier au 31 décembre 2019. Le tableau ci-dessous en détaille le nombre par secteur d'activité et compare les ratios avec ceux du département,.
Le secteur de la construction est prépondérant sur la commune puisqu'il représente 22,7 % du nombre total d'établissements de la commune (5 sur les 22 entreprises implantées à Saint-Sever-du-Moustier) contre 13 % au niveau départemental.

#### Entreprises
Malgré sa petite taille, le village est particulièrement reconnu pour son dynamisme et sa vitalité, avec des commerces : une charcuterie à la ferme, un bar et un bar à bières et petite restauration.

### Agriculture
La commune est dans les Monts de Lacaune, une petite région agricole occupant le sud du département de l'Aveyron. En 2020, l'orientation technico-économique de l'agriculture  sur la commune est l'élevage d'ovins ou de caprins.
|               | 1988  | 2000  | 2010  | 2020  |
| ------------- | ----- | ----- | ----- | ----- |
| Exploitations | 27    | 18    | 14    | 13    |
| SAU (ha)      | 1 206 | 1 242 | 1 173 | 1 190 |

Le nombre d'exploitations agricoles en activité et ayant leur siège dans la commune est passé de 27 lors du recensement agricole de 1988  à 18 en 2000 puis à 14 en 2010 et enfin à 13 en 2020, soit une baisse de 52 % en 32 ans. Le même mouvement est observé à l'échelle du département qui a perdu pendant cette période 51 % de ses exploitations,. La surface agricole utilisée sur la commune a également diminué, passant de 1 206 ha en 1988 à 1 190 ha en 2020. Parallèlement la surface agricole utilisée moyenne par exploitation a augmenté, passant de 45 à 92 ha.

## Équipements, services et vie locale
Les services sont de la commune sont la poste, l'école maternelle et primaire et la mairie. Les associations comptent les parents d'élèves, la chasse, la CUMA, le club des aînés, le comité des fêtes et les Nouveaux Troubadours.
Le village revêt depuis quelques années une certaine notoriété grâce à son Musée des Arts Buissonniers qui abrite une collection d'Art brut, singulier et populaire, ainsi que la Construction insolite, sorte de palais à construction collaborative qui grandit depuis 2003, ou encore son jardin des sculptures. Les activités culturelles sont aussi importante avec une troupe de théâtre, la fanfare La Bérézina, ou la tenue du festival le Bartas Festival chaque année en juillet.
Saint-Sever-du-Moustier est aussi connu pour sa Buffatière. Le troisième week-end d'août, la fête votive se termine par cette procession, rite païen dans l'esprit de Carnaval, qui réunit les villageois, grimés et en chemise de nuit, dans une danse formant un escargot géant.

## Culture locale et patrimoine

### Lieux et monuments
- Une copie en grès de la statue-menhir de Nicoulès est dressée sur le lieu de la découverte. L'original est exposé dans la salle des statues-menhirs du Musée Fenaille, à RODEZ[52].
- La Construction insolite, création artistique collaborative évoluant constamment depuis 2003.
- Église de Saint-Sever-du-Moustier.